# Суспільні науки
Суспільні науки (соціальні науки, суспільствознавство) — широка група наукових дисциплін, предметом дослідження яких є суспільство — як система в цілому, так і окремі його частини, функції та елементи. А також людина (соціальна особа, особистість) як Суб'єкт і Об'єкт суспільних зв'язків і відносин.
До соціальних наук належать:
- Соціологія
- Соціальна психологія
- Право
- Політологія
- Економічна теорія
- Історія
- Демографія
- Соціальна статистика
- Соціальна гігієна
- А також науки, що одночасно належать до групи гуманітарних наук:
  - Антропологія
  - Етнологія
  - Педагогіка та інші.

та до групи природничих наук:
- Суспільна географія, тобто Економічна та соціальна географія

Загально-теоретичні питання суспільствознавства розглядає
- Соціальна філософія